# 分 (货币单位)

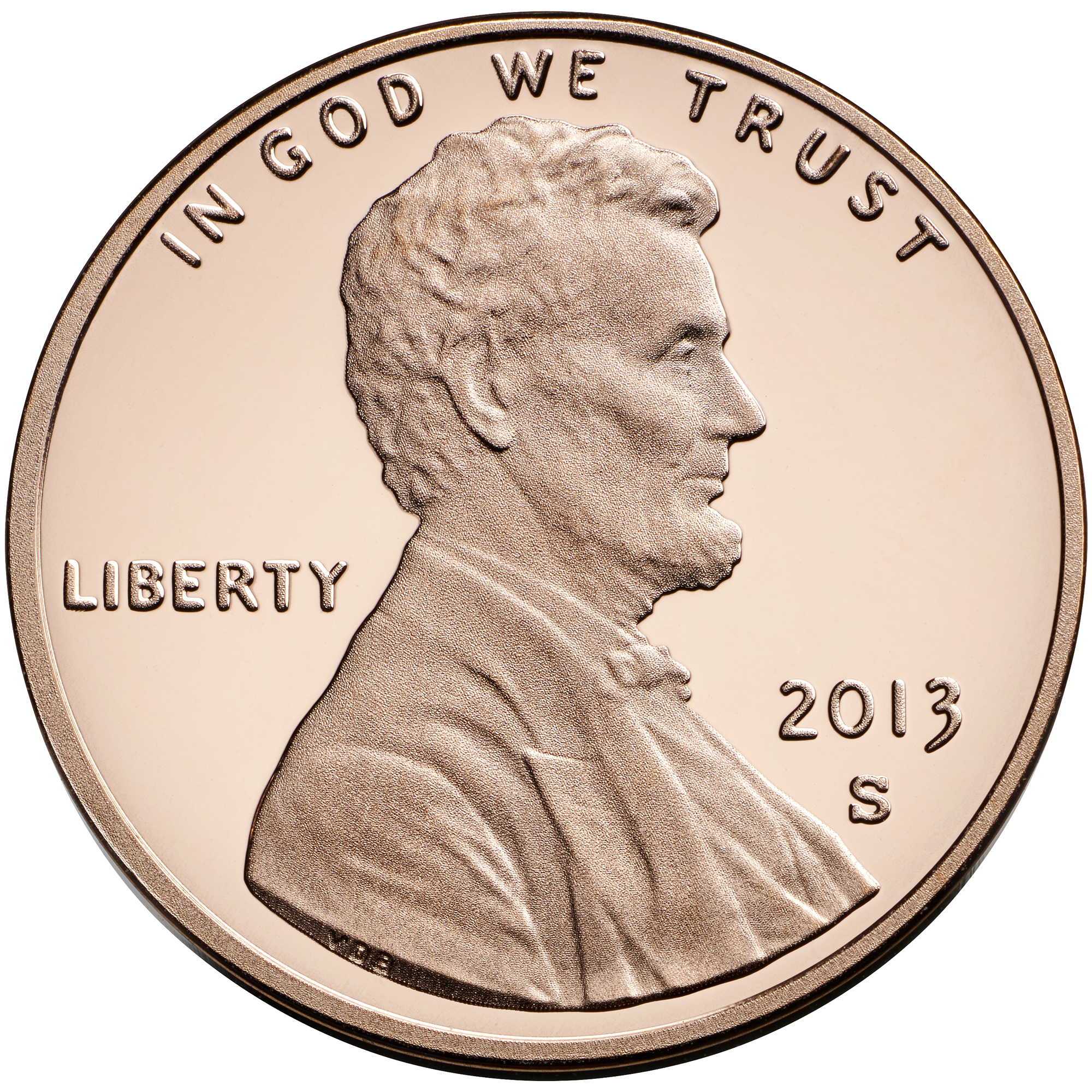

分，是世界范围内广泛使用的一个辅币单位，通常为货币基本单位的百分之一。被翻译为“分”的外语辅币单位的英文名多为“cent”及其同源词，“cent”在语源上源自于意为“百”的拉丁词语“centum”。在部分地区，该单位可用分币符号代替，分币符号为小写字母“c”加竖线的“¢”，或者直接用小写字母“c”。
由于语言及翻译的不同，中文中翻译为“分”的辅币单位在其当地语言中未必与英文“cent”同源，而与英文“cent”同源的辅币单位在中文中也未必翻译为“分”。

## 词源

### Cent及其同源词
英文中源自是拉丁文，其原意为“一百”，同源词还有意大利语的“centesimo”，葡萄牙语的，西班牙语的，以及葡萄牙语和西班牙语的“centavo”（后缀“-avo”意为“分成若干份”）等。

### 中文地区
“分”是中文傳統小數單位之一，多指基本单位的十分之一。在货币方面，“分”曾被用作银两的称量单位，为“钱”的十分之一，基本单位“两”的百分之一。随着“圆／元”被用作货币单位，以及废两改元，“分”作为“圆／元”的百分之一成为货币单位。
但在西方货币单位体系传入汉字文化圈后，各地选用的辅币单位名称并不完全相同，作为百分之一基本单位的货币单位名称除“分”以外，也有音译“cent”为“仙”的，日韩则使用“钱”。“仙”作为“cent”的音译词，最早见于清代，在清末民初的硬币、纸币上仍较为常见，但随着“分”的普及，最终仅在香港、澳门的货币单位体系中仍有保留。

## 符号
“分”作为货币单位时可以用分币符（或称分币符号、分币标记）代替，而分币符根据各地习惯及字体的不同而存在多种不同的形式。绝大多数情况下，分币符呈现为带有一个删节符或竖杠的小写字母“c”的样子，或者呈现为单纯的一个小写字母“c”；也有一些国家使用缩写“ct.”作为“分”的标记，或者使用本语言自己的字母或缩写为代表分币单位的符号。
分币符“¢”曾位于是美国手动打字机“6”键的上档位置，但在电脑键盘上该位置已被替换为脱字符“^”。 分币符“¢”被包括Unicode和Windows-1252在内的绝大多数常见内码表收录，且一般为代码“00A2”的第162号字符。在各类操作系统中可以通过以下方式输入：A2
- DOS或Windows系统中，可通过按住Alt键，再按数字键盘的0162或155键输入“¢”；如果像很多笔记本电脑那样没有数字键盘，在可以通过在Windows WordPad（写字板）中输入A2紧接着按Alt+X转化为“¢”，然后通过复制、粘贴将其输入到目标文档中。对于美国国际键盘，可以通过按AltGr+⇧ Shift+C键入“¢”。
- Macintosh系统中，可以通过Option+4键入“¢”。
- 在带Compose键（英语：Compose key）的Unix/Linux系统中，可以通过Compose+|+C或Compose+/+C键入“¢”。

英文书写时，分币符号（¢ 或 c）通常写在金额之后，且不加空格，如2¢或2c。